# Microvoluta engonia
Microvoluta engonia là một loài ốc biển, là động vật thân mềm chân bụng sống ở biển trong họ Volutomitridae.